# Anomala sandersoni
Anomala sandersoni är en skalbaggsart som beskrevs av Henry Fuller Howden 1970. Anomala sandersoni ingår i släktet Anomala och familjen Rutelidae. Inga underarter finns listade i Catalogue of Life.